# Tháng 2 năm 2021
Tháng 2 năm 2021 là tháng thứ hai của năm hiện tại. Tháng bắt đầu vào Thứ hai, sẽ kết thúc vào Chủ Nhật sau 28 ngày.

## Thứ 2 ngày 1
- Hơn một trăm tổ chức quốc tế vừa lên tiếng kêu gọi Chính phủ Nhật Bản và các công ty tham gia cung cấp tài chính xây dựng một nhà máy nhiệt điện than ở Việt Nam rút khỏi dự án mà họ cho là sẽ gây ra hại tới môi trường. (VOA)
- Đảo chính Myanmar 2021
  - Quân đội Myanmar đã nắm quyền kiểm soát đất nước sau khi bà Aung San Suu Kyi và các nhà lãnh đạo chính trị khác bị bắt sáng hôm 1/2. (BBC)
  - Cảnh sát đụng độ với người biểu tình bên ngoài đại sứ quán Myanmar ở Bangkok, ít nhất hai người bị thương. (vnexpress)
  - Hàng trăm người Myanmar cầm chân dung bà Aung San Suu Kyi tập trung ở Tokyo phản đối cuộc đảo chính bất ngờ của quân đội. (vnexpress)
  - Quân đội Myanmar cho biết sẽ chuyển giao quyền lực cho bên chiến thắng trong cuộc tổng tuyển cử được tổ chức sau khi kết thúc tình trạng khẩn cấp. (vnexpress)
  - Quân đội Myanmar thông báo loại bỏ 24 bộ trưởng và thứ trưởng trong chính quyền thời bà Aung San Suu Kyi và đưa 11 người lên thay thế. (tuoitre)
- Ông Nguyễn Phú Trọng hôm 31/1 đã được bầu tiếp tục nắm giữ chức Tổng bí thư tại Hội nghị lần thứ nhất Ban Chấp hành Trung ương Đảng khoá 13. (VOA)

## Thứ 3 ngày 2
- Đảo chính Myanmar 2021
  - Các thành viên quốc hội Myanmar vẫn bị giữ tại nhà công vụ dưới sự giám sát của binh sĩ ở Naypyitaw, một ngày sau khi quân đội đảo chính. (vnexpress)
  - Chính phủ Anh triệu Đại sứ Myanmar tại London, lên án việc quân đội nước này bắt Aung San Suu Kyi cùng các quan chức chính phủ hôm 1/2. (vnexpress)
  - Tổng thống Mỹ Joe Biden đã đe dọa sẽ khôi phục các lệnh trừng phạt lên Myanmar sau khi quân đội nước này lên nắm quyền sau một cuộc đảo chính. (BBC)
  - Tân Hoa xã của Trung Quốc đã gọi sự kiện ngày 1-2 ở Myanmar là "một cuộc cải tổ nội các" thay vì "đảo chính" như truyền thông phương Tây. Các nhóm vũ trang được cho là do Trung Quốc hậu thuẫn đã gián tiếp dẫn tới cuộc đảo chính. (tuoitre)
  - Đại sứ quán Mỹ tại Myanmar cho biết con đường dẫn tới sân bay quốc tế ở Yangon, thành phố lớn nhất Myanmar, đã bị đóng. Truyền thông Myanmar cho biết hiện tất cả chuyến bay đến và rời khỏi Myanmar đều bị ngưng lại. (tuoitre)
- Đại dịch COVID-19
  - Bộ trưởng Y tế Đức Jens Spahn nói ông không thấy trở ngại nào trong việc sử dụng vaccine Covid-19 từ Nga và Trung Quốc, miễn là chúng được Cơ quan Dược phẩm châu Âu (EMA) phê duyệt. (vnexpress), (DW)

## Thứ 4 ngày 3
- Đảo chính Myanmar 2021
  - Trung Quốc chặn tuyên bố của Hội đồng Bảo an Liên Hợp Quốc trong việc lên án cuộc đảo chính quân sự tại Myanmar. (BBC)
  - Y bác sĩ tại 70 bệnh viện và cơ sở y tế tại 30 thành phố khắp Myanmar ngừng làm việc hôm nay nhằm phản đối quân đội đảo chính. (vnexpress)
  - Ngoại trưởng các nước Canada, Pháp, Đức, Ý, Nhật, Anh và Mỹ cùng đại diện cấp cao của Liên minh châu Âu đã ra tuyên bố chung lên án cuộc đảo chính quân sự tại Myanmar.  (tuoitre)
  - Cảnh sát Myanmar tìm thấy các thiết bị liên lạc cầm tay "được nhập khẩu và sử dụng không phép" trong nhà của bà Aung San Suu Kyi. Cố vấn nhà nước sẽ bị truy tố theo luật xuất nhập khẩu Myanmar và bị giữ tới ngày 15-2.  (tuoitre)
- Tòa án ở Moskva phạt Alexei Navalny 3,5 năm tù vì vi phạm các điều khoản của án treo về tội tham ô năm 2014, bất chấp sự phản đối quốc tế. (vnexpress)
- Đại dịch COVID-19
  - Một nghiên cứu của Đại học Oxford cho thấy vaccine Covid-19 AstraZeneca giảm đáng kể khả năng lây nhiễm nCoV ở những người được tiêm trong ba tháng.  (vnexpress)

## Thứ 5 ngày 4
- Đảo chính Myanmar 2021
  - Một nhóm cư dân ở Mandalay, thành phố lớn thứ hai Myanmar, xuống đường hô khẩu hiệu và giơ biểu ngữ phản đối đảo chính quân sự. (vnexpress)
  - Các nhà cung cấp mạng Internet ở Myanmar chặn truy cập vào dịch vụ thuộc sở hữu của Facebook từ ngày 4/2 theo chỉ thị của chính phủ. (vnexpress)
  - Hưởng ứng một chiến dịch trên mạng xã hội nhằm phản đối đảo chính quân sự, người dân ở Yangon, thủ đô thương mại của Myanmar, từ tối 2/2 đổ ra đường để biểu tình bằng cách tạo tiếng động từ mọi vật dụng trong đời sống. (vnexpress)
- Canada thông báo liệt Proud Boys, nhóm cực hữu từng rất ủng hộ cựu tổng thống Trump, cùng 12 nhóm khác vào danh sách tổ chức khủng bố. (vnexpress), (usatoday)
- Một dự luật được trình lên Thượng Viện Hoa Kỳ, đòi hỏi Ủy ban Olimpic Quốc tế (ICO) không cho Trung Quốc tổ chức Thế vận hội mùa đông 2022, vì « vi phạm trắng trợn nhân quyền ». (RFI)
- Lầu Năm Góc đình chỉ lệnh điều chuyển 12.000 binh sĩ khỏi Đức của cựu tổng thống Trump, trong lúc xem xét lại quyết định này. (vnexpress)
- Bầu cử tổng thống Hoa Kỳ 2020
  - Công ty máy bỏ phiếu Smartmatic làm đơn kiện đòi bồi thường $2.7 tỷ đối với Fox News, vài phóng viên nổi tiếng của đài này, và hai luật sư của cựu Tổng Thống Donald Trump là Rudy Giuliani và Sidney Powell, tố cáo những bên vừa nêu phối hợp với nhau mở "chiến dịch tung tin giả" làm ảnh hưởng đến sự tồn tại của công ty này.  (nguoi-viet)
- Dân Biểu Kevin McCarthy (Cộng Hòa-California), trưởng Khối Thiểu Số Hạ Viện, tuyên bố không kỷ luật bà Marjorie Taylor Greene (Cộng Hòa-Georgia) sau một cuộc họp với các đồng viện cùng đảng. (nguoi-viet),  (n-tv)
- Thành phần nòng cốt truyền thống của đảng Cộng Hòa giành được chiến thắng trong cuộc bỏ phiếu tối hôm Thứ Tư, 3 Tháng Hai, khi kết quả bỏ phiếu 145-61 quyết định để nữ Dân Biểu Liz Chenez (Cộng Hòa-Wyoming) tiếp tục giữ vị trí lãnh đạo đứng hàng thứ ba của đảng tại Hạ Viện.  (nguoi-viet)
- Lãnh đạo phe Cộng hòa và Dân chủ đạt được thỏa thuận về chia sẻ quyền lực, cho phép đảng Dân chủ kiểm soát các ủy ban của Thượng viện. (vnexpress)
- Biden khẳng định chính quyền của ông sẽ tuân thủ các quy tắc nghiêm ngặt và quyết không để thành viên gia đình can dự chính sách của chính phủ. (vnexpress)
- Đại dịch COVID-19
  - Phân tích dữ liệu thử nghiệm giai đoạn ba với 20.000 người được công bố trên tạp chí y khoa hàng đầu Lancet tuần này cho thấy thuốc tiêm chủng chống Covid-19 Sputnik V có hiệu quả 91,6%. (FAZ)
  - Nhãn hàng WhenIWasFour, Singapore,  tung ra dòng khẩu trang dành cho những người trẻ không muốn bị hỏi chuyện kết hôn vào dịp Tết. (vnexpress)
  - Hầu hết các bang Đức quyết định không bắt buộc đeo khẩu trang FFP2 trong các cửa hàng và phương tiện giao thông công cộng. Cơ quan y tế EU cũng không thấy có lý do gì để khuyến nghị đeo những chiếc khẩu trang này trong cuộc sống hàng ngày. Chúng không bảo vệ khỏi bị nhiễm coronavirus tốt hơn nhiều so với các khẩu trang khác. (n-tv)

## Thứ 6 ngày 5
- Đảo chính Myanmar 2021
  - Tổng thống Biden yêu cầu quân đội Myanmar trả quyền lực và thả Cố vấn Suu Kyi trong bài phát biểu đầu tiên về chính sách đối ngoại. (vnexpress)
- Trump tuyên bố ra khỏi Nghiệp đoàn Diễn viên Màn ảnh - Liên đoàn Nghệ sĩ Truyền hình và Phát thanh Mỹ (SAG-AFTRA) sau khi nhóm dọa loại ông. (vnexpress)
- Hạ viện Mỹ bỏ phiếu loại đảng viên Cộng hòa Greene ra khỏi hai ủy ban, do bà này truyền bá thuyết âm mưu thù hận và bạo lực. (vnexpress)
- Bộ trưởng Nội vụ Thổ Nhĩ Kỳ Suleyman Soylu  cáo buộc Mỹ đứng sau âm mưu đảo chính bất thành năm 2016. Lời cáo buộc được đưa ra vào thời điểm Ankara đang tìm cách cải thiện quan hệ với Mỹ và EU.  (Tuổi Trẻ)
- Họ khai là nhà báo, nhưng bị cáo buộc là gián điệp: ba công dân Trung Quốc phải rời Vương quốc Anh.  (spiegel)
- Nga trục xuất các nhân viên ngoại giao Ba Lan, Thụy Điển và Đức vì tham gia biểu tình ủng hộ nhà hoạt động đối lập Alexei Navalny. (vnexpress)
- Đại dịch COVID-19
  - Johnson & Johnson đã nộp đơn xin phê duyệt khẩn cấp cho vắc-xin corona của mình tại Hoa Kỳ. Công ty dược Mỹ thông báo sẽ có một bước đi tương ứng ở châu Âu trong những tuần tới. (SZ)

## Thứ 7 ngày 6
- Các ngoại trưởng Đức, Pháp, Anh và Mỹ ngày 5-2 cho biết muốn khôi phục lại mối quan hệ xuyên Đại Tây Dương sau cuộc thảo luận sâu đầu tiên của họ dưới thời ông Biden. (Tuổi Trẻ)
- Hậu quả cuộc bạo loạn ở Điện Capitol Hoa Kỳ 2021
  - Tập đoàn Microsoft tuyên bố tạm cắt tài trợ cho những nghị sĩ đã bỏ phiếu phản đối chứng nhận kết quả bầu cử Mỹ.  (vnexpress)

## Chủ nhật ngày 7
- Bộ Ngoại giao Mỹ đảo ngược quyết định phút chót của chính quyền Trump, bỏ nhóm phiến quân Houthi khỏi danh sách tổ chức khủng bố. (vnexpress)
- Một vụ cháy lớn xảy ra tại trung tâm cộng đồng của người Việt ở Oakland, California. (nguoi-viet)
- Tại nhiều nơi ở nước Đức, cơn bão mùa đông "Tristan" mang tới nhiệt độ băng giá, nhiều tuyết và đường phố rất trơn trượt vào ban đêm. Riêng ở Nordrhein-Westfalen có 222 vụ tai nạn, đường cao tốc A2 phải tạm đóng cửa. (n-tv)
- Đảo chính Myanmar 2021
  - Hôm nay là ngày thứ hai liên tiếp, người dân Miến Điện xuống đường đông đảo phản đối cuộc đảo chính quân sự. Theo giới quan sát, với khoảng 60.000 người tham gia tại Rangoon, đây là cuộc biểu tình vì dân chủ lớn nhất tại Miến Điện kể từ năm 2007. (RFI)
- Đại dịch COVID-19
  - AstraZeneca cho biết vaccine Covid-19 của công ty này chỉ có hiệu quả hạn chế đối với chủng nCoV mới được phát hiện ở Nam Phi. (vnexpress)
- Luận tội Donald Trump lần thứ hai
  - Đảng Cộng hòa bang Wyoming khiển trách Hạ nghị sĩ Liz Cheney, kêu gọi bà từ chức vì hành động bỏ phiếu ủng hộ luận tội cựu tổng thống Trump. (vnexpress)

## Thứ 2 ngày 8
- Đảo chính Myanmar 2021
  - Ngày 08/02/2021 hàng trăm ngàn người biểu tình tại thành phố Rangoon đòi quân đội trả lại quyền lực cho nhân dân. Trong ba ngày liên tiếp phong trào phản kháng lớn dần. Ở thủ đô Naypyidaw, cảnh sát Miến Điện lần đầu tiên dùng vòi rồng giải tán đám đông. (RFI)
- Đại dịch COVID-19
  - Giới chức y tế Nam Phi cho hay đang tạm dừng phân phối vaccine AstraZeneca sau khi nghiên cứu cho thấy nó ít có tác dụng trước biến chủng nCoV. (vnexpress)
- Luận tội Donald Trump lần thứ hai
  - Đa số người Mỹ được hỏi  ủng hộ Thượng viện kết tội cựu tổng thống Donald Trump và ngăn ông quay lại chính phủ. (vnexpress)
- Tổng thống Mỹ tuyên bố sẽ không dỡ bỏ trừng phạt để đưa Iran trở lại bàn đàm phán mà điều này chỉ xảy ra nếu Tehran ngừng làm giàu uranium. (vnexpress)
- Cả nước Hà Lan ngày 7-2 chìm trong tuyết trắng do bị trận bão tuyết lớn nhất trong 10 năm qua đổ bộ. Giao thông đường sắt, đường bộ đều bị đình trệ trong khi toàn khu vực Bắc Âu nhiệt độ giảm thấp. (Tuổi Trẻ)
- Trở về từ Matxcơva sau chuyến công du 3 ngày, ông Josep Borrell lãnh đạo ngành ngoại giao Liên Hiệp Châu Âu cho biết rất lo ngại về việc chính quyền Nga từ chối đối thoại «  xây dựng hơn » với Liên Âu, đồng thời kêu gọi lãnh đạo các nước trong Liên Hiệp xem xét các hệ quả, bao gồm cả khả năng trừng phạt Matxcơva.  (RFI)

## Thứ 3 ngày 9
- Bầu cử tổng thống Hoa Kỳ 2020
  - Ban tái tranh cử của ông Donald Trump chưa bao giờ nhận một xu từ vị cựu tổng thống nhưng đã chuyển khoảng $2.8 triệu cho Trump Organization, công ty kinh doanh riêng của ông, bao gồm cả số tiền $81,000 sau khi thất cử, theo tạp chí Forbes loan tin ngày Thứ Hai, 8 Tháng Hai.  (nguoi-viet)

## Thứ 4 ngày 10
- Nhà báo Phan Bùi Bảo Thy, trưởng văn phòng đại diện báo Giáo Dục và Thời Đại tại Đà Nẵng, hôm 10/2 bị khởi tố và bắt tạm giam vì bị cho là "lập Facebook ẩn danh nói xấu lãnh đạo". (VOA)
- Đảo chính Myanmar 2021
  - Quân đội Myanmar tối 9/2 đột kích trụ sở đảng NLD của bà Suu Kyi trong bối cảnh biểu tình phản đối đảo chính đang lan rộng tại nước này.  (vnexpress)
- Luận tội Donald Trump lần thứ hai
  - 56 thượng nghị sĩ Mỹ ngày 9/2 bỏ phiếu xác nhận quy trình luận tội lần hai đối với cựu tổng thống Trump là hợp hiến và có thể tiến hành.  (vnexpress)
- Bầu cử tổng thống Hoa Kỳ 2020
  - Bộ Nội vu bang Georgia chính thức mở cuộc điều tra về cuộc nói chuyện qua điện thoại giữa cựu tổng thống Donald Trump với ông bộ trưởng Nội vụ bang Georgia, Brad Raffensperger vào ngày thứ bẩy 02.01.2021. Cuộc nói chuyện dài khoảng một giờ đã được ghi âm lại, theo đó ông Trump đã uy hiếp, hăm dọa, làm áp lực yêu cầu ông Raffensperger tìm cho ông 11.780 phiếu bầu cho ông, để ông có thể lật ngược kết quả bầu cử. (abcNews)
- Tổng thống Colombia, Pedro Duque thông báo sẽ cấp giấy tạm và bắt đầu tiến hành việc hợp thức hóa tình trạng cư trú cho gần 1 triệu người tị nạn Venezuela chạy trốn chế độ độc tài Maduro.  (RFI)
- Đại dịch COVID-19
  - Ngưỡng 80 ngàn ca tử vong đã bị vượt qua tại Pháp sau khi có thêm 724 trường hợp tử vong tại các bệnh viện và viện dưỡng lão được ghi nhận trong 24 giờ. (RFI)

## Thứ 5 ngày 11
- Đảo chính Myanmar 2021
  - Tổng thống Joe Biden ngày 10/2 loan báo đã ký một sắc lệnh mở đường cho những chế tài mới nhắm vào các sĩ quan quân đội Myanmar và việc kinh doanh của họ sau khi quân đội bắt giam các nhà lãnh đạo dân cử và chiếm quyền vào ngày 1/2.  (VOA)
- Luận tội Donald Trump lần thứ hai
  - Trong cuộc tấn công vào Capitol Hoa Kỳ, một cảnh sát viên đã cứu Thượng nghị sĩ Cộng hòa Mitt Romney khỏi cuộc đụng độ vào phút cuối với những kẻ đột nhập, theo một đoạn video được chiếu trong buổi luận tội Trump. (n-tv), (PBS) (Video)
- Chính quyền Biden hoãn kế hoạch ép bán TikTok cho các nhà đầu tư Mỹ vì muốn đánh giá lại nguy cơ an ninh. (vnexpress)
- Tổng thống Mỹ lần đầu điện đàm với Chủ tịch Trung Quốc sau khi nhậm chức, chúc tết và bày tỏ quan ngại về các vấn đề Hong Kong và Tân Cương. (vnexpress)
- Bầu cử tổng thống Hoa Kỳ 2020
  - Công tố viên ở hạt Fulton, Georgia, mở cuộc điều tra nỗ lực lật ngược kết quả bầu cử tổng thống năm 2020 tại bang này của Donald Trump. (vnexpress)
  - Giám đốc tài chính của mạng xã hội Twitter cho biết dù cựu tổng thống Mỹ có trở thành ứng viên vào Nhà Trắng trong tương lai, ông cũng không thể sử dụng lại mạng Twitter vì ông đã bị loại khỏi mạng này.  (RFI)
- Đại dịch COVID-19
  - Đức quyết định gia hạn các hạn chế về COVID-19 cho đến ngày 7 tháng 3. (SZ)
  - Đức ghi nhận thêm 10.237 ca nhiễm so với 14.211 ca cũng vào ngày này tuần trước. Con số tử vong là 666, ít hơn 120 ca so với cùng ngày tuần trước đó. (n-tv)
  - Số ca tử vong tại Liên Hiệp Châu Âu vì đại dịch Covid-19 đã vượt ngưỡng 500.000 người và gần 20 triệu 549 ngàn người đã nhiễm Covid-19. (RFI)

## Thứ 6 ngày 12
- Chính quyền Trung Quốc chính thức cấm đài truyền hình BBC của Anh Quốc phát hình trên nước họ sau quyết định của Ofcom ở Anh rút giấy phép của CGTN. (BBC)
- Đại dịch COVID-19
  - Việt Nam nằm trong số ít nhất 83 chính phủ trên thế giới đã dùng đại dịch Covid-19 để biện minh cho hành động vi phạm quyền tự do ngôn luận và hội họp ôn hòa của người dân, Tổ chức Theo dõi Nhân quyền (HRW) nói trong một phúc trình vừa được công bố ngày 11/2. (VOA)

## Thứ 7 ngày 13
- Tổng thống Rodrigo Duterte của Philippines tuyên bố Mỹ phải trả tiền nếu muốn duy trì thỏa thuận triển khai binh sĩ đã có khoảng 20 năm qua với Manila. (tuoitre)
- Ngoại trưởng Nga Sergei Lavrov ngày 12-2 khẳng định Matxcơva sẵn sàng cắt đứt quan hệ với Liên minh châu Âu (EU) nếu EU tổn thương kinh tế Nga bằng những lệnh trừng phạt.  (tuoitre)
- Hàng loạt những vụ tấn công nhắm vào người Mỹ gốc Á xảy ra gần đây ở vùng Vịnh San Francisco của bang California đã làm một người thiệt mạng và một số khác bị thương nặng, khơi lên nỗi lo sợ trong cộng đồng sắc dân này vào dịp Tết Nguyên đán khi nhiều người ra ngoài mua sắm. (VOA)
- Các học giả và nhà hoạt động dân quyền gọi Trump là "mối nguy hiểm rõ ràng và hiện hữu" khi thúc giục Facebook cấm vĩnh viễn cựu tổng thống khỏi nền tảng này. (vnexpress), (yahoo)
- Cựu đại sứ Mỹ tại Liên Hợp Quốc Nikki Haley cho rằng không nên đi theo "con đường sai lầm" của Trump và ông đã khiến mọi người thất vọng. (vnexpress),  (spiegel)
- Bạo loạn tại Điện Capitol Hoa Kỳ 2021
  - Trump đã chỉ trích Pence trên Twitter 10 phút sau khi nhận tin phó tổng thống của mình đang được sơ tán trong vụ bạo loạn ở Đồi Capitol. (vnexpress), (newsweek)
- Đại dịch COVID-19
  - Thủ tướng Nhật Bản bổ nhiệm ông Tetsushi Sakamoto, bộ trưởng hiện đại hóa nông thôn, làm 'bộ trưởng chống cô đơn' để đối phó tình trạng tỷ lệ tự tử gia tăng trong thời kỳ Covid-19. (vnexpress), (japantimes) Lưu trữ ngày 13 tháng 2 năm 2021 tại Wayback Machine

## Chủ nhật ngày 14
- Nhiều nhà hoạt động nhân quyền đã tập hợp trước phủ tổng thống, điện Elysée tại Paris, kêu gọi tổng thống Pháp Emmanuel Macron có sự can thiệp để đòi trả tự do cho các tù nhân bất đồng chính kiến ở Việt Nam.  (RFI)
- Dự án đầu tư hệ thống camera giám sát, phục vụ an ninh trật tự, xử lý tội phạm tại thành phố Hồ Chí Minh đã được phê duyệt với kinh phí 650 tỉ đồng. (RFA)
- Hơn 100 người bị thương, hàng trăm nghìn ngôi nhà ở đông bắc Nhật Bản mất điện và tàu Shinkansen ngừng chạy vì.trận động đất mạnh 7,3 độ xảy ra ngoài khơi tỉnh Fukushima, đông bắc Nhật Bản, lúc 23h08 ngày 13/2. (vnexpress)
- Sau khi thủ tưởng Giuseppe Conte không còn được đa số trong Quốc hội Ý tin tưởng, cựu giám đốc ngân hàng Trung ương Châu Âu Mario Draghi, được ủy nhiệm, đã thành lập một nội các với sự kết hợp giữa các nhà kỹ trị và chính trị gia. (ARD)
- Luận tội Donald Trump lần thứ hai
  - Thượng viện Hoa Kỳ  xử trắng án cựu Tổng thống Donald Trump trong phiên tòa luận tội thứ hai của ông trong vòng một năm về vai trò của ông trong vụ tấn công chết người do những người ủng hộ ông thực hiện nhắm vào Điện Capitol Hoa Kỳ.  (VOA)
  - Lãnh đạo phe Thiểu số Cộng hòa tại Thượng viện Hoa Kỳ Mitch McConnell gợi ý cựu Tổng thống Donald Trump vẫn có thể bị truy trố hình sự trong tư cách thường dân dù ông được Thượng viện Hoa Kỳ xử trắng án về cáo buộc kích động bạo loạn. (VOA)[liên kết hỏng]

## Thứ 2 ngày 15
- Chính quyền Hồng Kông đề nghị một điểm sửa đổi cho một luật hiện hành, để giám đốc cơ quan di trú có quyền cấm bất cứ ai rời khỏi đặc khu, mà không cần có quyết định trước đó của tư pháp. (RFI)
- Tổng thống Thổ Nhĩ Kỳ cáo buộc Mỹ đứng về phía "khủng bố" sau khi đổ lỗi các tay súng người Kurd hành quyết 13 người Thổ Nhĩ Kỳ ở Iraq. (vnexpress)
- Luận tội Donald Trump lần thứ hai
  - Cuộc khảo sát ABC News/Ipsos được thực hiện sau phiên tòa tiến hành từ 13/2 đến 14/2 và dựa trên mẫu xác suất đại diện quốc gia của 547 người trưởng thành cho thấy 58% người Mỹ cho rằng cựu tổng thống Donald Trump lẽ ra nên bị Thượng viện kết tội vì đã kích động nổi loạn. (vnexpress)
- Cơ quan thống kê EU Eurostat cho biết năm ngoái, Trung Quốc vượt Mỹ, trở thành đối tác thương mại lớn nhất của EU nhờ hồi phục sau đại dịch. (vnexpress)
- Đại dịch COVID-19
  - Nhóm chuyên viên gồm 17 nhà khoa học quốc tế từ WHO và 17 nhà nghiên cứu Trung Quốc, khám phá được 13 mẫu di truyền khác nhau từ những mẫu phẩm virus COVID-19 thu thập từ Vũ Hán vào Tháng Mười Hai năm 2019.  (nguoi-viet)

## Thứ 3 ngày 16
- Hậu quả cuộc bạo loạn ở Điện Capitol Hoa Kỳ 2021
  - Chủ tịch Ủy ban An ninh Nội địa Hạ viện Mỹ Bennie Thompson nộp đơn kiện Trump và luật sư Giuliani lên tòa án liên bang, cáo buộc họ âm mưu kích động bạo loạn ở Đồi Capitol. (vnexpress)
- Đại dịch COVID-19
  - Lần đầu tiên người dân Brazil không được tham dự lễ hội hóa trang nổi tiếng, thường diễn ra vào tháng Hai hàng năm vì các trường múa samba sẽ không trình diễn do dịch Covid-19.   (RFI)

## Thứ 4 ngày 17
- Trump nói đảng Cộng hòa sẽ không thể chiến thắng nếu còn những lãnh đạo như McConnell, đáp trả bình luận chỉ trích ông sau phiên tòa luận tội.  (vnexpress),  (spiegel)
- Canada ra một sáng kiến, được ngoại trưởng 58 nước ký, nhằm ngăn chặn các quốc gia giam giữ công dân nước ngoài để làm đòn bẩy ngoại giao, một phương pháp mà Ottawa và Washington cho rằng Trung Quốc và các nước khác đang sử dụng.  (VOA)

## Thứ 5 ngày 18
- Bộ Công an Việt Nam cho biết họ vừa hoàn thành dự thảo nghị định về bảo vệ dữ liệu cá nhân, trong đó đề xuất xử phạt lên đến 100 triệu đồng đối với hành vi vi phạm nhưng cho phép cơ quan nhà nước có thẩm quyền tiết lộ dữ liệu cá nhân người dùng mà không cần sự đồng ý của chủ thể.  (VOA)
- Ba người Bắc Hàn bị buộc tội ở Mỹ về một âm mưu đánh cắp và tống tiền hơn 1,3 tỷ đôla từ các ngân hàng và doanh nghiệp trên khắp thế giới. (BBC)
- Hai nhà báo Belarus, Katerina Andreyeva (27 tuổi) và Daria Chultsova (23 tuổi) bị bắt ở Minsk tháng 11/2020 vì tường thuật trực tuyến một cuộc biểu tình phản đối chính quyền, bị xử 2 năm tù. (BBC)
- Tuyết và băng giá hoành hành trên khắp bang Texas trong những ngày qua khiến nhiều người chết trong lúc người dân đang rất cần điện để sưởi ấm và thực phẩm để cầm cự trong những ngày sắp tới, (VOA)
- Đảo chính Myanmar 2021
  - Bộ Ngoại giao Anh thông báo áp lệnh trừng phạt Bộ trưởng Quốc phòng Myanmar cùng hai tướng vì cáo buộc vi phạm nhân quyền sau cuộc đảo chính.  (vnexpress)
  - Na Uy quyết định đóng băng viện trợ song phương cho Myanmar sau cuộc đảo chính quân sự ở quốc gia Đông Nam Á hồi đầu tháng.  (vnexpress)
- Đại dịch COVID-19
  - Bộ trưởng Y Tế Đài Loan cho biết là thỏa thuận để Đài Loan mua 5 triệu liều vắc-xin COVID-19 do hãng Đức BioNTech phát triển đang bị hoãn lại, vì bị áp lực ngầm từ Trung Quốc.  (RFI)

## Thứ 6 ngày 19
- Bắt đầu từ tuần tới, Cục Quản lý Không gian mạng Trung Quốc sẽ yêu cầu các blogger và những người có ảnh hưởng trên mạng phải có giấy phép được chính phủ cấp trước khi họ có thể đăng tải thông tin về một loạt các chủ đề. (VOA)

## Thứ 7 ngày 20
- Thủ tướng Thái Lan Prayuth Chan-ocha và 9 bộ trưởng vượt qua cuộc bỏ phiếu bất tín nhiệm tại quốc hội hôm nay, sau cuộc tranh luận kéo dài 4 ngày.  (vnexpress)
- Cảnh sát Anh cho biết họ đã thu hơn 2 tấn cocaine, trị giá 184 triệu bảng Anh (258 triệu USD) được giấu trong các thùng chuối vận chuyển từ Colombia đến cảng quốc tế Portsmouth. 10 người đàn ông ở Bắc London cũng đã bị bắt. (tuoitre)
- Đức tưởng niệm một năm 9 người trẻ tuổi bị một kẻ kỳ thị chủng tộc bắn chết ở Hanau chỉ vì trông không giống như những người Đức khác. (Spiegel)
- Phát biểu tại Hội nghị An ninh München, Tổng thống Joe Biden ngày 19/2 nêu rõ sự khác biệt sâu sắc với người tiền nhiệm Donald Trump trong chính sách đối ngoại và kêu gọi các nền dân chủ làm việc với nhau để thách thức những vi phạm của các nước chuyên chế như Trung Quốc và Nga. (VOA)
- Khi bão tuyết ập tới, người Việt ở Texas trải qua gần 60 tiếng sống trong cảnh tối tăm, lạnh thấu xương, trong khi mất điện, mất nước, trần nhà tắm đổ sụp vì đường ống vỡ.  (vnexpress)
- Đảo chính Myanmar 2021
  - Đại sứ Việt Nam trong phiên họp tại Liên Hợp Quốc kêu gọi cộng đồng quốc tế vào các đối tác hỗ trợ tiến trình chuyển tiếp dân chủ tại Myanmar. (VOA)

## Chủ nhật ngày 21
- Bốn sĩ quan tình báo quân đội Đài Loan đã nghỉ hưu - bao gồm một thiếu tướng - bị buộc tội phát triển mạng lưới gián điệp và thu thập thông tin mật cho Bắc Kinh. (RFI)
- Một bà ngoại và ba người cháu gốc Việt  thiệt mạng trong một đám cháy ở khu vực thành phố Houston, bang Texas vào đầu tuần này giữa một trận bão mùa đông khắc nghiệt, được cho là đã sử dụng lò sưởi để giữ ấm trong lúc bị mất điện. (VOA)
- Gia đình cậu bé 11 tuổi chết cóng vì nhà mất điện trong giá rét ở Texas đã kiện nhà điều hành lưới điện Ercot và nhà cung cấp điện Entergy và đòi bồi thường 100 triệu USD. (vnexpress)
- Tổng thống Joe Biden đã chấp thuận tuyên bố thảm họa lớn cho Texas vào ngày thứ Bảy khi bang này đang chật vật ứng phó với hậu quả của một cơn bão mùa đông khiến ít nhất hai chục người thiệt mạng và gây ra tình trạng mất điện và thiếu nước trên diện rộng. (VOA)
- Trong bối cảnh các Viện Khổng Tử của Trung Quốc trên khắp các trường đại học Mỹ bị buộc đóng cửa do lo ngại về tự do học thuật, đại diện cấp cao của Mỹ tại Đài Loan đang kêu gọi hòn đảo này nhảy vào lấp khoảng trống.  (tuoitre)
- Đảo chính Myanmar 2021
  - Người biểu tình tụ tập ở Yangon hôm nay, bày tỏ tiếc thương trước cái chết của cô gái 20 tuổi trúng đạn vì phản đối quân đội đảo chính. (vnexpress)
  - Thêm 2 người thiệt mạng, một số người bị thương nghiêm trọng ở Mandalay khi cảnh sát nổ súng để giải tán những người phản đối cuộc đảo chính quân sự. (vnexpress)
  - Facebook ngày 21/2 xóa trang Facebook chính của quân đội Myanmar do vi phạm quy định cấm kích động bạo lực. (vnexpress)
  - Tổng thư ký Liên Hợp Quốc Guterres phản đối việc "sử dụng bạo lực gây chết người" ở Myanmar sau vụ hai người biểu tình chống đảo chính thiệt mạng hôm 20/2. (vnexpress)
- Đại dịch COVID-19
  - Một nghiên cứu quy mô lớn của chính phủ Israel cho thấy: Vắc xin từ Biontech / Pfizer làm giảm đáng kể khả năng lây nhiễm Covid-19. (n-tv)

## Thứ 2 ngày 22
- Boeing khuyến cáo các hãng hàng không đình chỉ bay với 128 phi cơ 777 dùng động cơ PW4000 sau sự cố của United Airlines. (vnexpress)
- Pence từ chối lời mời phát biểu tại một hội nghị lớn của phe bảo thủ, sự kiện mà Trump sẽ công khai xuất hiện lần đầu hậu Nhà Trắng. (vnexpress)
- Thống kê của cảnh sát Nhật Bản cho biết có 20.919 người tự kết liễu cuộc sống trong năm 2020, tăng 750 trường hợp so với năm trước và là lần tăng đầu tiên trong 11 năm qua. Trong số đó, tỉ lệ tự tử ở phụ nữ và thanh niên gia tăng đáng kể. (tuoitre)
- Chính phủ liên bang Úc đang rút tất cả các chiến dịch quảng cáo của chính phủ trị giá hàng triệu USD trên Facebook khi mạng xã hội này tiếp tục chặn người dân Úc truy cập tin tức trong nước trên nền tảng này. (tuoitre)
- Chính quyền Ukraina quyết định trừng phạt nghiêm khắc ông Viktor Medvedtchouk, lãnh đạo phe đối lập thân Nga tại nước này, một nhân vật thân tín của tổng thống Nga Vladimir Putin.  (RFI),  (FT)
- Đại dịch COVID-19
  - Lãnh đạo các nước G7 thảo luận về đại dịch Covid-19 và đặc biệt tập trung vào vấn đề chia sẻ vac-xin. Nhiều khoản quyên góp cho chương trình tiêm chủng Covax hỗ trợ cho các nước nghèo nhất được các cường quốc cam kết mà tổng trị giá lên đến 7,5 tỷ euro. (RFI)

## Thứ 3 ngày 23
- Cơ quan đại diện ngoại giao của Vương quốc Anh ở Việt Nam gửi ra lời cảnh báo đến các công dân của họ rằng số vụ tấn công người nước ngoài, bao gồm cả các vụ hiếp dâm hay tấn công tình dục, gia tăng đáng kể ở thủ đô Hà Nội. (VOA)
- Việt Nam tham gia ứng cử vị trí thành viên Hội đồng Nhân quyền Liên Hợp Quốc nhiệm kỳ 2023-2025 với tư cách ứng cử viên của ASEAN. (tuoitre)
- Đảo chính Myanmar 2021
  - Ngày 22/02/2021, đông đảo người dân Miến Điện xuống đường từ sáng sớm, tham gia tổng đình công và biểu tình. Lời đe dọa của quân đội là người biểu tình có thể mất mạng đã không thể làm nhụt chí những người phản đối cuộc đảo chính quân sự. (RFI)
- Bầu cử tổng thống Hoa Kỳ 2020
  - Giám đốc Mike Lindell nói MyPillow có thể thua lỗ 65 triệu USD khi sản phẩm bị tẩy chay vì ủng hộ cáo buộc gian lận bầu cử của Trump. (vnexpress)
- Gần 8 triệu trong 29 triệu dân của bang Texas vẫn không có nước sinh hoạt sau một tuần đợt giá rét kỷ lục khiến bang này bị tê liệt. (vnexpress)
- Tổ chức theo giám sát chính phủ Mỹ CREW nói Trump kiếm được 1,6 tỷ USD trong 4 năm làm tổng thống, chủ yếu từ các hoạt động kinh doanh đứng tên ông. (vnexpress)
- Tòa án tối cao Mỹ mở đường cho công tố viên tiếp cận hồ sơ thuế của cựu tổng thống Donald Trump, người đã đấu tranh quyết liệt để bảo vệ hồ sơ thuế của mình khỏi các công tố viên. (tuoitre)
- Hải Quân Trung Tá Tín Trần đã nhận bàn giao chức hạm trưởng khu trục hạm trang bị hỏa tiễn dẫn dường USS John McCain trong một buổi lễ tại căn cứ ở Yokosuka, Nhật Bản, hôm 19 Tháng Hai. Ông sẽ là hạm trưởng gốc Việt đầu tiên của USS John McCain.  (nguoi-viet)
- Đại sứ Ý tại Cộng hòa dân chủ Congo và 2 người đã thiệt mạng trong một cuộc tấn công nhằm vào đoàn xe của Liên Hợp Quốc ở phía đông Congo. (tuoitre)
- Đại dịch COVID-19
  - Tổng thống Joe Biden cùng đệ nhất phu nhân Jill Biden, phó Tổng thống Kamala Harris và đệ nhị phu quân Doug Emhoff dành một phút mặc niệm cho những người Mỹ thiệt mạng vì COVID-19. 500 ngọn nến đã được thắp lên, tượng trưng cho con số 500.000 sinh mạng đã bị đại dịch cướp đi.  (VOA)

## Thứ 4 ngày 24
- OceanLotus, nhóm tin tặc bị nghi ngờ có liên hệ với chính phủ Việt Nam, đang đứng sau một chiến dịch tấn công kéo dài bằng phần mềm gián điệp nhắm vào các nhà hoạt động nhân quyền tại Việt Nam, một cuộc điều tra mới của Tổ chức Ân xá Quốc tế tiết lộ. (VOA)
- Đảo chính Myanmar 2021
  - Ngoại trưởng Myanmar Wunna Maung Lwin, người được chính quyền quân sự chỉ định, đã bay tới Thái Lan ngày 24-2, trong khi đó ngoại trưởng Indonesia hủy chuyến sang Myanmar.  (tuoitre)
- Phát ngôn viên của Facebook cho biết họ vừa nhận được yêu cầu từ phía người đại diện của cựu TT Donald Trump về việc khôi phục lại tài khoản Facebook và Instagram của ông. (nguoi-viet)
- 5 lãnh đạo Hội đồng Đảm bảo Điện Texas (ERCOT), cơ quan phi lợi nhuận được thành lập để quản lý thị trường bán buôn điện của bang, thông báo từ chức sau sự cố mất điện ảnh hưởng tới 4 triệu dân trong đợt lạnh giá bất thường.  (vnexpress)
- Chính quyền của Tổng thống Joe Biden hôm 24/2 tuyên bố sẽ ứng cử vào Hội đồng Nhân quyền Liên Hợp Quốc. (VOA)
- Đại dịch COVID-19
  - Đức phê duyệt ba kit xét nghiệm Covid-19 để tự sử dụng tại gia, trong chiến lược nhằm giúp nước này dỡ bỏ bớt các hạn chế đã áp đặt. (vnexpress), (n-tv)
  - Philippines sẵn sàng để hàng nghìn nhân viên y tế, chủ yếu là y tá, nhận việc ở Anh và Đức nếu hai nước đồng ý tài trợ vaccine Covid-19. (vnexpress)
  - Nghiên cứu đăng trên trang web của FDA Mỹ cho thấy loại vắc xin COVID-19 một liều tiêm do Hãng Johnson & Johnson phát triển đã tạo ra kháng thể mạnh mẽ giúp cơ thể không mắc bệnh nặng hoặc tử vong vì COVID-19. (tuoitre)

## Thứ 5 ngày 25
- Vụ Trịnh Xuân Thanh trở về Việt Nam
  - Mười hai người Việt Nam được trao Huân chương cao quý nhất nhờ đem người đồng hương Trịnh Xuân Thanh từ Berlin về Hà Nội vào năm 2017. (TAZ),  (Sputnik)
- Hai ngày sau khi Bắc Kinh tỏ ý muốn « lấp lỗ hổng pháp lý » trong hệ thống bầu cử ở Hồng Kông, trưởng đặc khu Lâm Trịnh Nguyệt Nga (Carrie Lam) ủng hộ cải cách bầu cử. Biện pháp này sẽ loại bớt tiếng nói đối lập và gia tăng sự kiểm soát của chính quyền trung ương đối với đặc khu hành chính. (RFI)
- Trong bản báo cáo mới nhất về chương trình hạt nhân của Iran gởi đến các nước thành viên hội đồng quản trị của tổ chức, Cơ Quan Năng Lượng Nguyên Tử Quốc Tế AIEA cho biết Iran đã sản xuất uranium được làm giàu đến 20%, vi phạm thỏa thuận hạt nhân năm 2015 giữa Teheran và các cường quốc thế giới. (RFI)
- Trước những hành động liên tiếp của Trung Quốc, điều tàu công vụ xâm nhập lãnh hải của Nhật Bản xung quanh vùng quần đảo Senkaku/Điếu Ngư ở biển Hoa Đông, bộ Quốc Phòng Mỹ ngày hôm qua, đã yêu cầu Bắc Kinh chấm dứt các hành vi gây căng thẳng đối với Tokyo. (RFI)

## Thứ 6 ngày 26
- Một nhóm các nhà ngoại giao Nga và gia đình của họ đã xuất cảnh bất thường khỏi Bắc Hàn trên một chiếc xe đẩy do các biện pháp phòng chống Covid nghiêm ngặt của nước này. (BBC)
- Harry cho biết anh quyết định rời hoàng gia vì liên tục bị báo chí Anh gây tổn hại tới sức khỏe tinh thần. (vnexpress)
- Cựu vương Juan Carlos thanh toán khoản nợ khoảng 5,3 triệu USD với cơ quan thuế Tây Ban Nha để tránh vụ kiện "xấu mặt". (vnexpress)
- Nạn diệt chủng người Duy Ngô Nhĩ
  - Quốc hội Hà Lan trở thành cơ quan lập pháp đầu tiên ở châu Âu nhất trí cáo buộc hành động của Trung Quốc ở Tân Cương là "diệt chủng", điều Bắc Kinh phủ nhận. (vnexpress)
- Liên bang Nga sáp nhập Krym
  - Tổng thống Biden khẳng định Crimea là lãnh thổ của Ukraine và hứa sẽ sát cánh với nước này "chống lại hành vi gây hấn của Nga". (vnexpress)
- Mỹ muốn thể hiện thái độ cứng rắn với Iran, nhưng tránh gây leo thang căng thẳng khi không kích dân quân thân Tehran tại Syria. (vnexpress)
- Trong bài phát biểu điều trần trước Ủy ban tình báo Thượng viện, ứng viên giám đốc CIA William Burns nhấn mạnh Trung Quốc là mối lo ngại hàng đầu của nước Mỹ, và chống lại nước này là quan tâm số 1 trong nhiệm kỳ của ông. (tuoitre)
- Đại dịch COVID-19
  - Công ty AstraZeneca Plc mới đây thông báo với khối Liên Âu (EU) rằng chỉ có thể giao nửa số lượng vaccine đã hứa cho quý 2 tới đây, theo một giới chức EU. Tuy nhiên trong bản thông cáo đưa ra sau đó, cho hay công ty sẽ cố gắng gia tăng sản xuất để giao đủ 180 triệu liều thuốc như đã hứa. (nguoi-viet)
  - Chiến dịch tiêm chủng bắt đầu ở Mỹ vào giữa tháng 12. Tuy nhiên, ít nhất 400 người làm việc trong bệnh viện hoặc nhân viên cấp cứu y tế và những người tương tự đã chết vì Covid-19 kể từ đó. (n-tv)
- Đảo chính Myanmar 2021
  - Đặc phái viên LHQ về Myanmar nói sử dụng vũ lực gây chết người là "không thể chấp nhận" và kêu gọi không công nhận chính quyền quân sự Myanmar. (vnexpress)

## Thứ 7 ngày 27
- Thái tử Ả Rập Xê-út Mohammad bin Salman chấp thuận cho bắt hoặc giết nhà báo bất đồng chính kiến Khashoggi, người bị sát hại vào năm 2018, theo đánh giá tình báo được giải mật của Mỹ công bố ngày 26/2. (VOA)
- Đảo chính Myanmar 2021
  - Đại sứ Myanmar Kyaw Moe Tun bị sa thải với lý do "phản bội đất nước" một ngày sau khi phát biểu phản đối đảo chính tại Liên Hợp Quốc. (vnexpress)
- Đại dịch COVID-19
  - Hạ viện Mỹ thông qua dự luật cứu trợ COVID-19 trị giá 1.900 tỉ USD, với 219 phiếu ủng hộ, 212 phiếu phản đối. (tuoitre)
  - Phó tổng thống Kamala Harris bỏ phiếu thông qua gói cứu trợ COVID-19, sau khi Thượng viện Mỹ rơi vào bế tắc trong việc thông qua gói cứu trợ COVID-19 với 50 phiếu ủng hộ và 50 phiếu chống. (tuoitre)

## Chủ nhật ngày 28
- Đảo chính Myanmar 2021
  - Đại sứ Kyaw Moe Tun tuyên bố sẽ tiếp tục "đấu tranh" sau khi bị chính quyền quân sự Myanmar sa thải vì bài phát biểu "phản bội đất nước". (vnexpress)
  - Cảnh sát Myanmar nổ súng giải tán đoàn biểu tình phản đối chính quyền quân sự, khiến ít nhất 4 người chết, nhiều người bị thương. (vnexpress)
- 47 người Hong Kong, trong đó có nhiều nhà hoạt động đòi dân chủ, đã bị bắt và truy tố cùng một tội danh âm mưu lật đổ nhà nước theo  Luật an ninh Hồng Kông. (tuoitre)
- Phát biểu tại Hội Đồng Nhân Quyền Liên Hợp Quốc ngày 26/02/2021, bà Michelle Bachelet, Cao Ủy Nhân Quyền Liên Hợp Quốc, đã tố cáo Trung Quốc về các hành động hạn chế các quyền tự do dân sự và chính trị cơ bản nhân danh an ninh quốc gia và các biện pháp chống Covid-19. (RFI)
- Một hội nghị chuyên bàn luận về tương lai của phong trào bảo thủ ở Mỹ trở thành một diễn đàn ca tụng Donald Trump khi các diễn giả bảy tỏ lòng trung thành của họ đối với vị cựu tổng thống và những người tham dự chụp ảnh selfie với một bức tượng vàng giống ông.  (VOA)
- Chính quyền Biden dự định cho phép áp dụng một quy định từ thời Trump nhắm mục tiêu vào các công ty công nghệ Trung Quốc bị coi là đề ra mối đe dọa đối với Mỹ bất chấp phản đối của các doanh nghiệp Mỹ, Bộ Thương mại Mỹ cho biết.  (VOA)
- Bạo loạn tại Điện Capitol Hoa Kỳ 2021
  - FBI bắt một người bị cáo buộc xịt hóa chất đuổi gấu vào cảnh sát quốc hội Sicknick trong vụ bạo loạn ngày 6/1, khiến sĩ quan này thiệt mạng. (vnexpress)
- Đại dịch COVID-19
  - Trung Quốc đang hứa hẹn cung cấp vaccine Sinovac cho các nước Trung và Đông Âu, những nước vốn đang vật lộn để mua đủ số vaccine COVID-19 cho người dân nước mình.  (VOA)
  - Hoa Kỳ đã chính thức phê duyệt vaccine phòng ngừa virus corona của Johnson & Johnson. Đây là loại vaccine thứ ba được quốc gia này cấp phép.(BBC)